# Cisterna das Sete Salas
Cisterna das Sete Salas é uma cisterna monumental romana localizada no monte Ópio, em Roma, e parte das Termas de Trajano.

## História

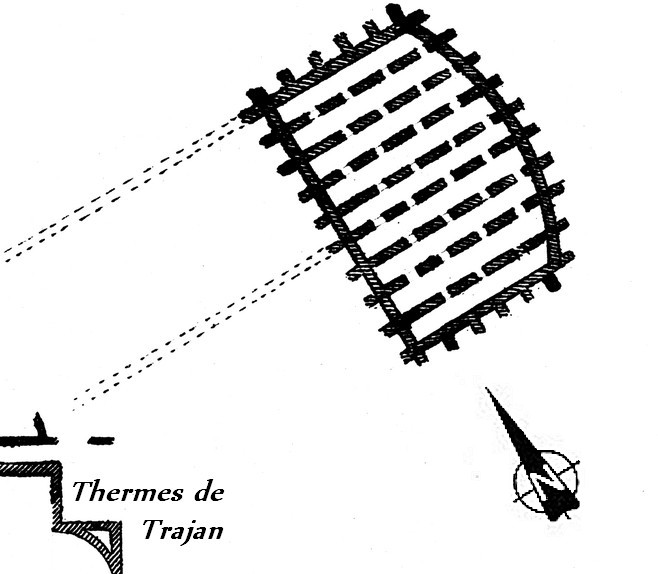
Planta. No canto inferior esquerdo, as Termas de Trajano.

Este reservatório podia armazenar oito milhões de litros de água e sua estrutura sobreviveu quase integralmente. A estrutura foi construída em cimento revestido por tijolos e é parcialmente subterrânea, com a porção posterior recurvada. O interior está dividido em nove espaços que se comunicam por aberturas em forma de arco: os sete arcos permaneceram visíveis durante a Idade Média e provavelmente são a origem do nome do local. Havia outros nove ambientes abobadados no piso inferior para suportar a estrutura superior. A cisterna estava ligada à Água Júlia e recebia água a partir de um encanamento de chumbo num coletor paralelo.
A entrada, atualmente na Via delle Terme di Traiano, apresenta duas ordens de nichos arqueados, alternando formas retangulares e semicirculares. A orientação diferente em relação às Termas de Trajano fizeram os historiadores acreditarem que a cisterna fosse parte da Casa Dourada de Nero, mas as estampas nos tijolos no muro do monumento permitiram que a cisterna fosse datada no reinado de Trajano.
Escavações realizadas entre 1967 e 1975 revelaram a presença de uma casa romana senhorial, com uma estratificação em duas fases distintas. A primeira, da época de Trajano, tinha dois ambientes em opus mixtum que serviam para abrigar o pessoal que trabalhava na cisterna. Esta mesma estrutura foi transformada em um ambiente residencial no século IV, com uma sala absidada com treliças de madeira e decoração em opus sectile nas paredes e no piso. No século V, um dos ambientes foi utilizado como necrópole e ali foram encontrados cerca de mil sepulturas.